# Paepalanthus tessmannii
Paepalanthus tessmannii är en gräsväxtart som beskrevs av Harold Norman Moldenke. Paepalanthus tessmannii ingår i släktet Paepalanthus och familjen Eriocaulaceae. Inga underarter finns listade i Catalogue of Life.